# Indywidualne Mistrzostwa Świata Juniorów na Żużlu 1991
Indywidualne Mistrzostwa Świata Juniorów na Żużlu 1991 – cykl turniejów żużlowych mających wyłonić najlepszych żużlowców do lat 21 na świecie. Tytuł wywalczył Duńczyk Brian Andersen. 

## Finał
- 30 września 1991 r. (poniedziałek),  Coventry

| Msc. | Zawodnik           | Kraj            | Pkt   |             |  |
| ---- | ------------------ | --------------- | ----- | ----------- |  |
| 1    | Brian Andersen     | Dania           | 14 +3 | (3,2,3,3,3) |  |
| 2    | Morten Andersen    | Dania           | 14 +2 | (2,3,3,3,3) |  |
| 3    | Jason Lyons        | Australia       | 11    | (1,2,2,3,3) |  |
| 4    | Shane Parker       | Australia       | 10    | (3,3,3,1,d) |  |
| 5    | Joe Screen         | Wielka Brytania | 10    | (u,3,3,2,2) |  |
| 6    | Jacob Olsen        | Dania           | 9     | (3,2,2,0,2) |  |
| 7    | Niklas Klingberg   | Szwecja         | 8     | (0,1,1,3,3) |  |
| 8    | Frede Schött       | Dania           | 8     | (1,2,2,2,1) |  |
| 9    | Joakim Karlsson    | Szwecja         | 6     | (2,3,u,0,1) |  |
| 10   | Wiktor Gajdym      | ZSRR            | 6     | (2,0,1,2,1) |  |
| 11   | Jimmy Engman       | Szwecja         | 6     | (2,1,0,1,2) |  |
| 12   | Piotr Paluch       | Polska          | 5     | (3,1,1,0,0) |  |
| 13   | Robert Kużdżał     | Polska          | 4     | (1,1,1,1,0) |  |
| 14   | Marek Hućko        | Polska          | 3     | (1,0,2,d,0) |  |
| 15   | Zsolt Böszermenyi  | Węgry           | 2     | (u,0,0,1,1) |  |
| 16   | Adam Łabędzki      | Polska          | 0     | (0,w,u,–,–) |  |
|      | rez. Jacek Rempała | Polska          | 2     | (0,2)       |  |
|      | rez. Dean Barker   | Wielka Brytania | 2     | (2)         |  |